# Gianfranco Randone
Gianfranco Randone, mejor conocido como Jeffrey Jey, nació en Lentini (Italia) el 5 de enero de 1970.

## Vida

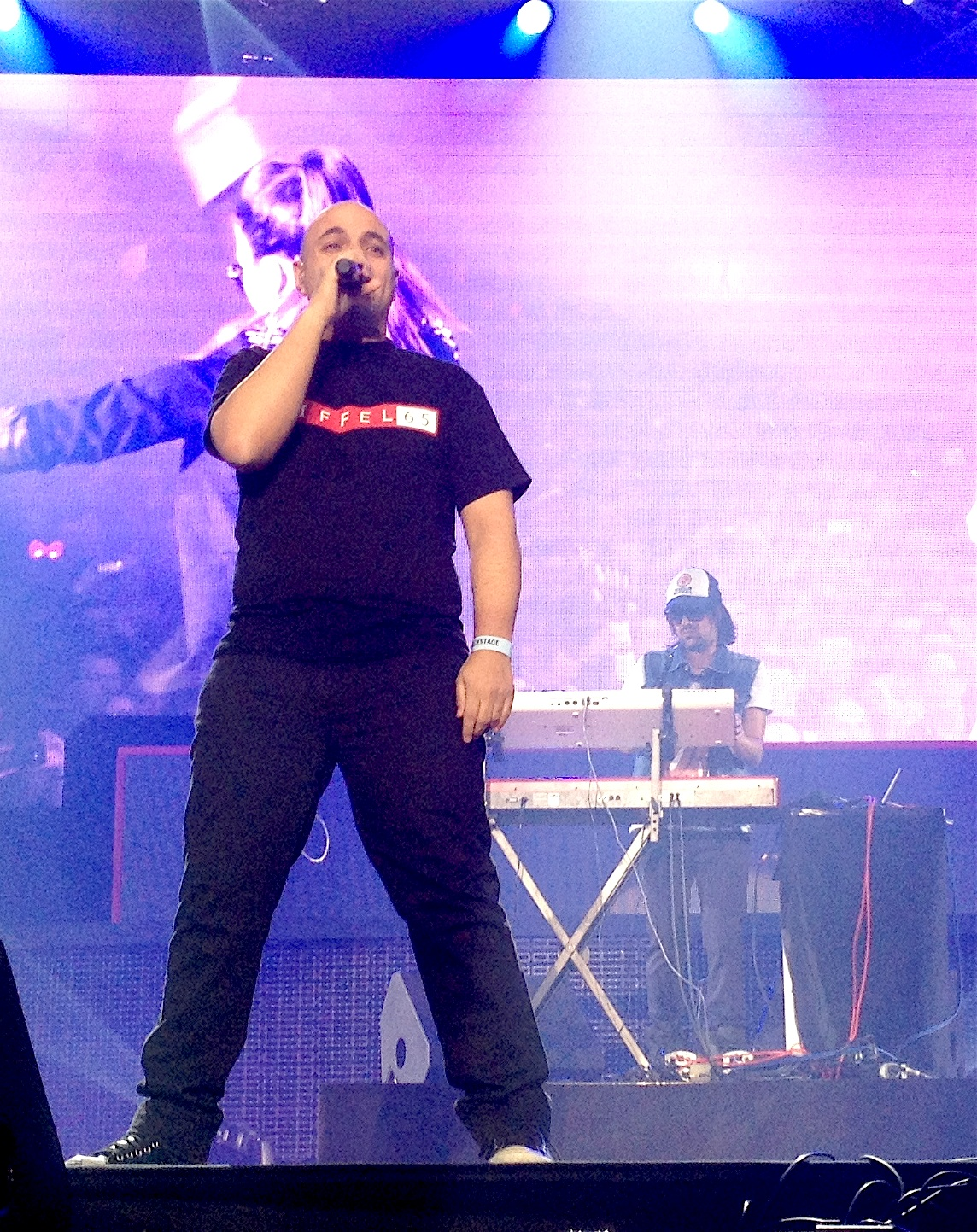
Actuación de Eiffel 65 en Hasselt, Belgium

Nacido en el 5 de enero de 1970 en Lentini, Sicilia. A la edad de un año y medio, Gianfranco hizo su primera aparición en un concierto con su padre, que era guitarrista y saxofonista. A la edad de dos años, Gianfranco se tuvo que mudar a los Estados Unidos con sus padres, más concretamente a Brooklyn, Nueva York. Diez años más tarde, regresaron a Italia.
Cuando Gianfranco tenía quince años, él se "enamoró" de la informática y también descubrió su talento para cantar. A un amigo le inspiró que quisiera cantar. Él formó su primer grupo, ICU, cuando él tenía diecisiete años, usando varios ordenadores para programar la música.
En 1991, él fascinó a Massimo Gabutti, jefe de Bliss Corporation. Con la ayuda de Gabutti, Jey comenzó su carrera musical como el cantante de Bliss Team. Mientras tanto, él estudiaba contabilidad en una universidad, pero no pudo acabar su grado debido al éxito de la canción: “Love is Forever".
A través de los años 90 él conoció a sus futuros compañeros Maurizio Lobina y Gabry Ponte.
En 1998, Jey y Lobina compusieron “Blue (Da Ba Dee)“ y lanzaron la canción, que recibió poco éxito al principio. Algunos meses más adelante, llegó ser localmente popular, después nacionalmente, hasta que finalmente fue lanzado internacionalmente. Alcanzando #1 en muchos países, Jey formó un grupo con Lobina y Ponte, llamado Eiffel 65. Lanzaron su primer álbum, Europop en 1999.
Su segundo álbum ¡Contact! fue lanzado en 2001. El tercer álbum titulado Eiffel 65 fue lanzado en 2003, y estaba casi totalmente en italiano, aunque la versión inglesa del álbum fue lanzada pronto después.
En 2005, el miembro Gabry Ponte dejó Eiffel 65 para centrarse en su carrera a solas, dejando a Jeffrey Jey y a Maurizio Lobina con Eiffel 65. Estos dos decidieron crear un grupo nuevo llamado Bloom 06. El primer álbum de Bloom 06, lanzado en 2006, fue llamado Crash Test 01. Éste iba a ser el cuarto álbum de Eiffel 65 antes de que se separasen. Su primer single para el álbum se llama “In the City”. Y en el 23 de mayo de 2008, lanzaron el álbum titulado Crash Test 02.
- Datos: Q2603303